# 神道

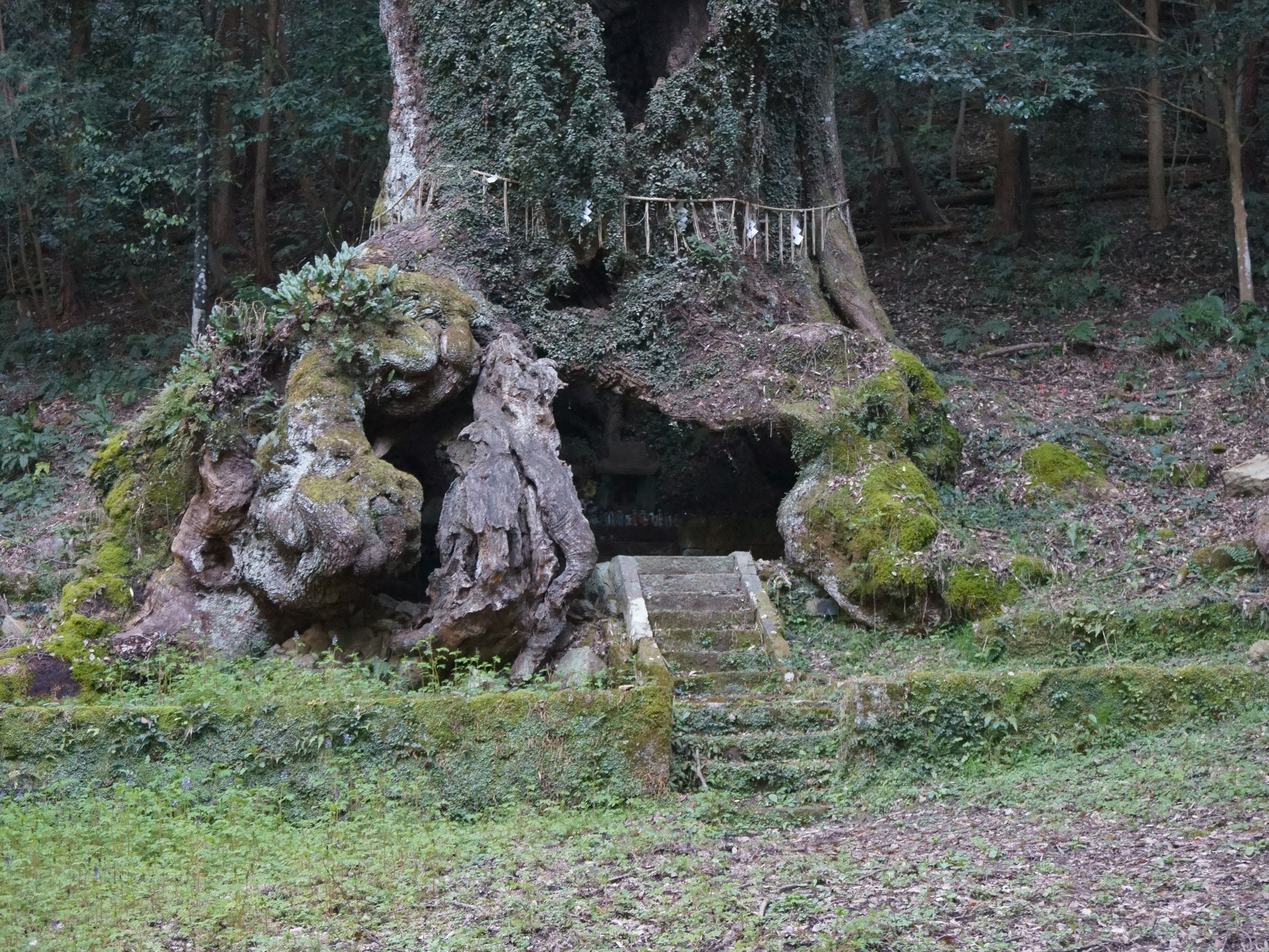
樹齢約3000年の武雄神社の御神木

神道（しんとう、しんどう）は、日本の宗教。開祖や教祖、教典を持たず、また、一神教とは対照的に森羅万象あらゆるものに神が宿るという思想に基づく。
日本人が昔から農耕や漁労など自然と交わり生活を営む中から生まれた信仰といえ、神話、八百万の神、自然や自然現象など多くの事柄を含むアニミズム的、祖霊崇拝的な民族宗教である。神と自然は一体と認識され、神と人間を結ぶ具体的作法が祭祀であり、その祭祀を行う場所が神社であり、聖域とされた。

## 概要

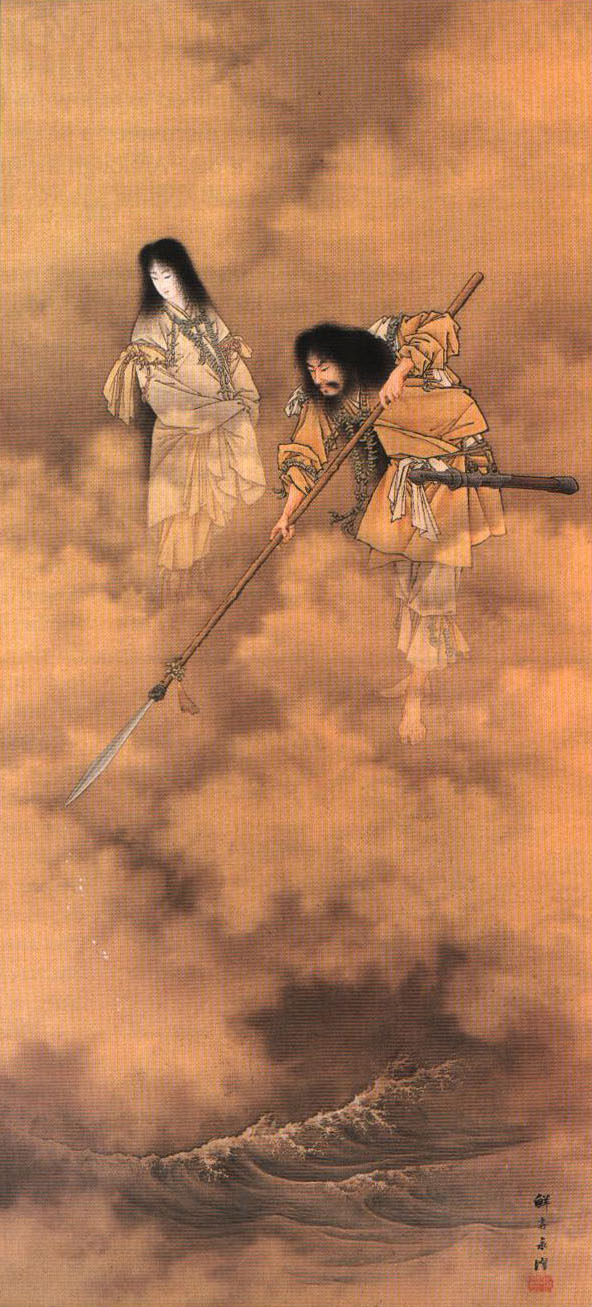
国産みを描いた『天瓊を以て滄海を探るの図』（小林永濯画、ボストン美術館所蔵）

神道は古代日本に起源をたどることができるとされる宗教である。伝統的な民俗信仰・自然信仰・祖霊信仰を基盤に、豪族層による中央や地方の政治体制と関連しながら徐々に成立した。また、日本国家の形成に影響を与えたとされている宗教である。世の中の宗教名の多くは日本語では「○○教」と呼称するが、神道の宗教名だけは「神道教」ではなく、単に「神道」となっている。
神道には確定した教祖、創始者がおらず、キリスト教の聖書、イスラム教のコーランにあたるような公式に定められた「正典」も存在しないが、『古事記』『日本書紀』『古語拾遺』『先代旧事本紀』『宣命』といった「神典」と称される古典群が神道の聖典とされている。森羅万象に神が宿ると考え、また偉大な祖先を神格化し、天津神・国津神などの祖霊をまつり、祭祀を重視する。浄明正直  (じょうみょうせいちょく)（浄く明るく正しく直く）を徳目とする。他宗教と比べて現世主義的といった特徴がみられる。
日本人の生活と深い関わりのある神道は、当初から宗教として認識されていたわけではなく、仏教が大陸から伝来したのち、それまで日本国独自の習慣や信仰が御祖神（みおやがみ）の御心に従う「かむながらの道（神道）」として意識されるようになった。教えや内実は神社と祭りの中に伝えられおり、『五箇条の御誓文』や、よく知られている童歌『通りゃんせ』など、日本社会の広範囲に渡って神道の影響が見受けられる。
神道の特色の一つとして、外来の他宗教に対する寛容さが挙げられる。神道は仏教や儒教・道教などとも習合し日本文化に大きな影響を及ぼしたが、日本国独自の神観念は変わらず、現在まで脈々と受け継がれている。
神道は奈良時代（710年 – 794年）以降の長い間、仏教信仰と混淆してきた（神仏習合）。日本における神仏習合は、すっかりと混ざり合って一つの宗教となったのではなく、部分的に合一しながらも、なおそれぞれで独立性が維持されている。宮中祭祀や伊勢神宮の祭祀では仏教の関与が除去されていることから、神祇信仰は仏教と異なる宗教システムとして自覚されながら並存していた。明治時代には神道国教化を実現するために、神仏分離が行われた。
神道と仏教の違いについては、神道は地縁・血縁などで結ばれた共同体（部族や村など）を守ることを目的に信仰されてきたのに対し、仏教はおもに人々の安心立命や魂の救済、国家鎮護を求める目的で信仰されてきたという点で大きく相違する。
神道は日本国内で約8万5,000の神社が登録され、約8,400万人の支持者がいると『宗教年鑑』（文化庁）には記載があるが、支持者は神社側の自己申告に基づく数字であり、地域住民をすべて氏子とみなす例、初詣の参拝者も信徒数に含める例、御守りや御札などの呪具の売上数や頒布数から算出した想定信徒数を計算に入れる例があるためである。このため、日本人の7割程度が無信仰を自称するという多くの調査結果とは矛盾する。

## 分類

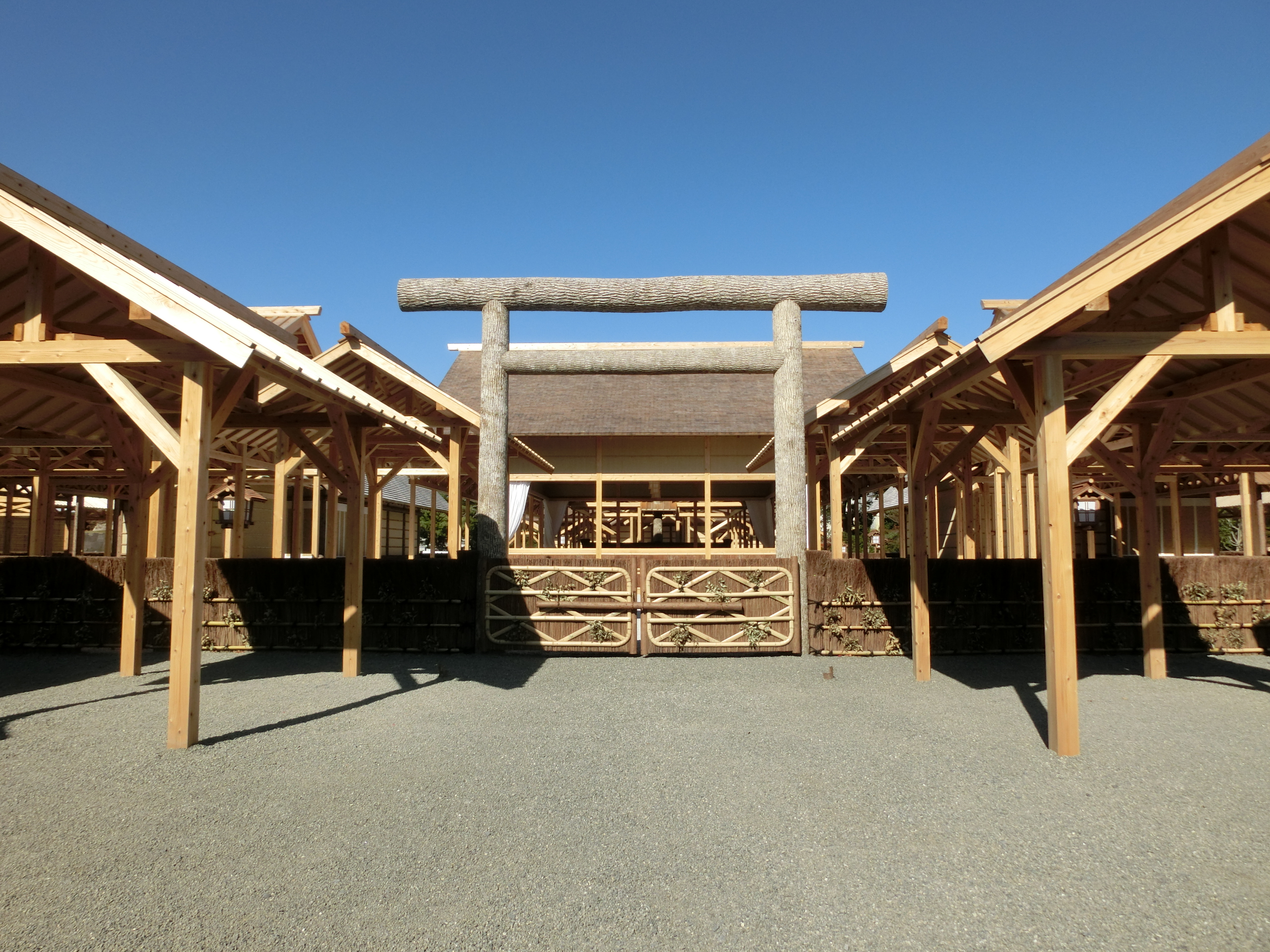
大嘗祭が斎行された令和の大嘗宮

皇室神道 (宮中祭祀）
皇居内の宮中三殿を中心とする皇室の神道である。新年の四方拝や歳旦祭、五穀豊穣や国家・国民の安寧を祈る新嘗祭（天皇即位後初の新嘗祭は大嘗祭という）などが行われる。
神社神道
神社を中心に、氏子・崇敬者などによる組織によって行われる祭祀儀礼をその中心とする信仰形態である。
民俗神道
民間神道ともいう。民間で行われてきた信仰行事をいう。道祖神・田の神・山の神・竈神など。修験道や密教や仏教、あるいは道教の思想と習合している場合も多い。いざなぎ流なども入る。
教派神道（神道十三派）
教祖・開祖の宗教的体験にもとづく。創唱宗教的色彩が濃い。
古神道（≒原始神道）
江戸時代の国学によって、儒教や仏教からの影響を受ける前の神道が仮構され、復古神道・古道・皇学・本教などと称された。明治時代以降に古神道だけを取り出し、新たな宗派として設立されたものも古神道と称している場合がある。近代以降の学問で研究されて国学色を排除してからは、純神道・原始神道ともいう。
国家神道
特に近代（明治維新より第二次世界大戦終結まで）において国家の支援のもとに行われた神道を指す名称であり、事実上の国家宗教となっていた。（国家神道#語誌を参照）
以上のような分類をすることができるが、今日、単に「神道」といった場合には神社神道を指すことが多い。
また、何に重きを置くかによって「祭り型」「教え型」という分け方も提唱されている。
- 祭り型神道（社人神道 - 儀礼を中心とする）

これは上記の「皇室神道」「神社神道」「民俗神道」などのことである。
- 教え型神道（学派神道 - 教学を中心とする）
  - 神仏習合系 - 両部神道・山王一実神道など
  - 神儒習合系 - 儒家神道・忌部神道・理学神道・伊勢神道（＝度会神道）・垂加神道など
  - 家元神道 - 唯一神道（＝吉田神道）・土御門神道など
  - 復古神道 - 平田篤胤･大国隆正ら
    - 国学系の教団 - 出雲大社教・神道修成派など
    - 霊学系の教団 - 神道天行居など

  - その他の新宗教
    - 山岳信仰系 - 実行教・御嶽教など
    - 霊示系（創唱宗教） - 黒住教・金光教・天理教[注 5]・大本など
    - 大本系新宗教 - 生長の家・世界救世教・白光真宏会など
    - 救世教系新宗教（いわゆる「手かざし」系） - 世界真光文明教団・崇教真光・ス光光波世界神団・神慈秀明会など
    - キリスト教と習合した例 - かくれキリシタンの信仰。一部の新宗教の例（キリストの幕屋）。
    - その他 -  国外のシンクレティズム的な新興宗教やニューエイジ・心霊主義において神道の神を自らが信じる神と同一視する場合がある。例：天道、ラエリアン・ムーブメントなど。

以上のように分けられる。なお、陰陽道系の土御門神道は上記の家元神道のひとつではあるが、教え型とも祭り型とも決められるものではない。

## 歴史

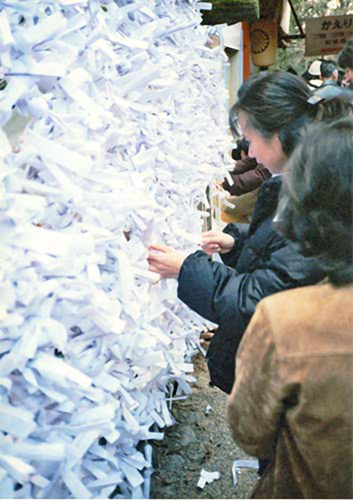
春日大社にて、おみくじを結ぶ人々

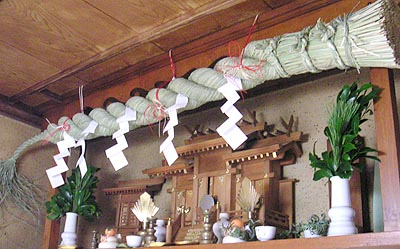
一般家庭で祀られる神棚

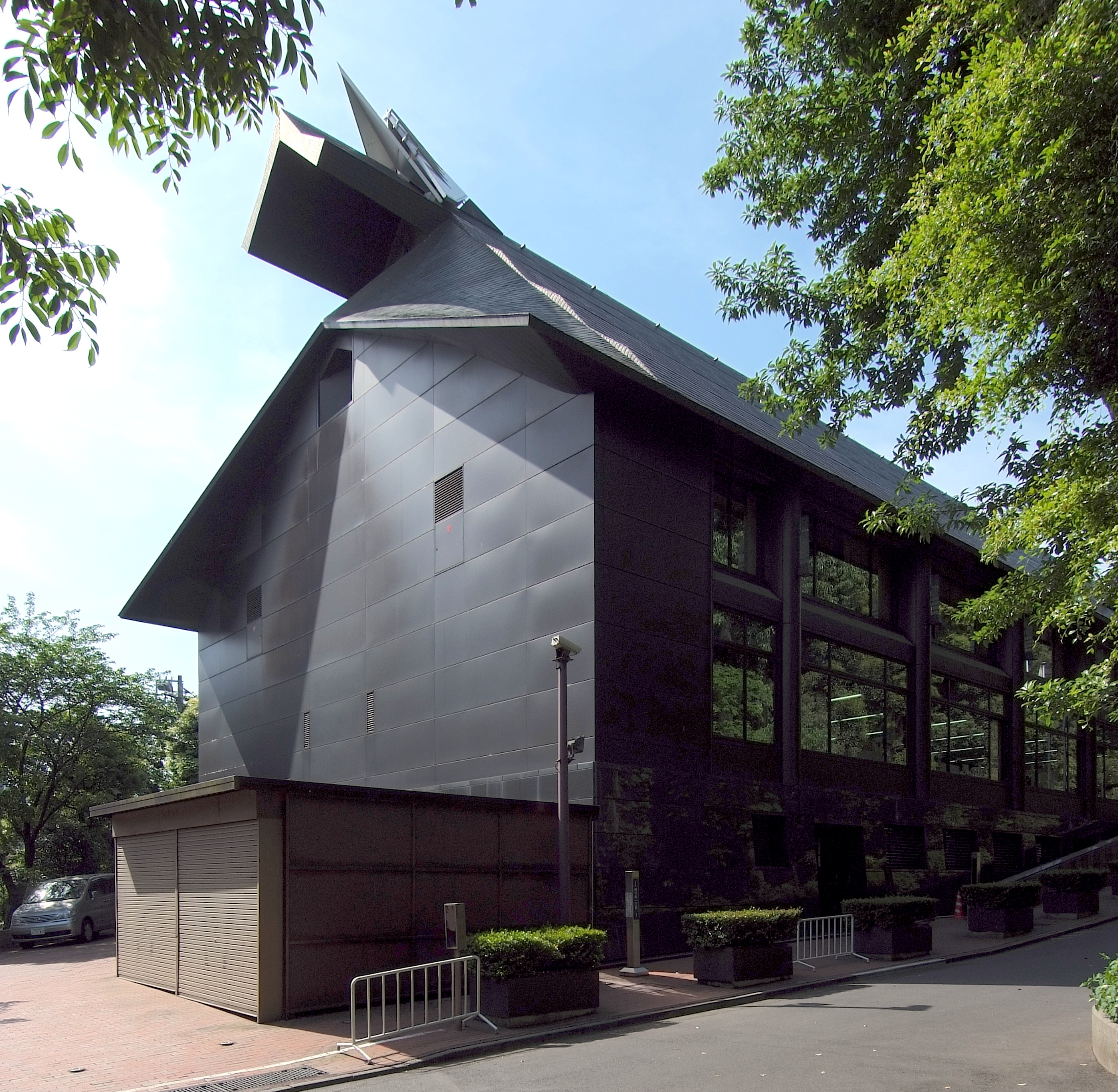
神社本庁（東京都渋谷区代々木）

神道の起源は非常に古く、日本の風土や日本人の生活習慣に基づき、自然に生じた神観念である。農耕文化の進展とともに、自然の威力に神霊の存在を見出し、その神霊を丁重に祭ることで自然の脅威を和ませ、農耕生活の安寧を祈るという神観念が生じたことが、神道の始まりであった。このためキリスト教、仏教のような開祖が存在せず、縄文時代を起点に弥生時代から古墳時代にかけてその原型が形成されたと考えられている。
現在の神道・神社に直接繋がる祭祀遺跡が出土するのは、農耕文化の成立に伴って自然信仰が生じた弥生時代で、この時代には、荒神谷遺跡などに代表される青銅器祭祀、池上曽根遺跡のような後の神社建築と共通する独立棟持柱を持つ建物、鹿などの骨を焼いて占う卜骨や太占、副葬品としての鏡・剣・玉の出土など、神社祭祀や記紀の神道信仰と明らかに連続性を持つ要素が見られるようになる。魏志倭人伝において、邪馬台国の女王卑弥呼が「鬼道を事とし、衆を惑わすこと能ふ」との記述が見られ、この「鬼道」がシャーマニズム的な要素が強い初期の神道であるとする説が有力である。なお、「鬼」「惑」などのようにネガティヴ的なニュアンスを持つ漢字が用いられたのは、儒教に内包される反迷信的な理念（子曰く「怪力乱神を語るべからず」-『論語』）による所が大きいと考えられる。
大和王権が成立する古墳時代には、最初期の神社と考えられる宗像大社や大神神社で、古墳副葬品と共通する副葬品が出土することから、大和王権による国家祭祀が行われたと推定されており、この時期に神道の直接の原型が形成された。飛鳥時代には律令の整備に伴い、神祇令に基づいた祭祀制度の体系化が行われ、神祇官が全国の神社に幣帛を頒布する班幣制度の確立や、全国の神社への社格区分や神階・神位の授与など、全国の神社を包括する国家的な律令祭祀制度が整備されたため、この時期に体系的な「神道」が成立したとするのが、多くの研究者での概ねの共通認識となっている。
「神道」という名称については「かんながらの道（神道）」と言う意味である。中国の『易経』や『晋書』の中にみえる神道は「神（あや）しき道」という意味であり、これは日本の神道観念とは性質が異なる別個のものである。
日本における「神道」という言葉の初出は『日本書紀』の用明天皇紀にある「天皇、仏法を信（う）けたまひ、神道を尊びたまふ」であるが、このように外来の宗教である仏教と対になる日本固有の信仰を指したものだった。また、稲作のような自然の理法に従う営みを指して神道とする解釈もある。
中世には仏教理論との関連から神道の教義化・内面化が模索され、最終的に仏教から独立した独自の教義・経典・祭祀を持つ吉田神道が形成されて、神道界の主流となった。さらに近世には日本の古典研究に神道が統合されることで国学が成立し、倒幕運動に影響を与えた。こうして近代に入ると、明治政府によって国家神道体制が形成されたが、第二次世界大戦終結後には国家主義的イデオロギーの根源とされた同体制は解体され、現代においては宗教法人として各地の神社が活動している。
明治20年代（19世紀末）になると、西欧近代的な宗教概念が日本でも輸入され、宗教としての「神道」の語も定着し始めた。同30年代（20世紀初）には宗教学が本格的に導入され、学問上で「神道」の語が確立した。

## 教義
もともと、神道にはイエス・キリストや釈迦のようなカリスマ的創唱者が存在しなかった。政権による土着の民俗信仰との支配的な祭政一致が行われた神道が教義を言語で統一的に定着させなかったのは、古代より「神ながら 言挙げせぬ国」だったからであるとも言われている。そのため、外来諸教と融合しやすい性格を有することになったともいう。神道のような土着の民俗信仰と宗派宗教の併存例は世界各地でみられるものであるが、その多様性は特異なものである。ただ、実際には、仏教公伝の当初から、廃仏派の物部氏と崇仏派の蘇我氏の間でひと悶着もあった。
このように神道には明確な教義がないものの、古事記や日本書紀などのいわゆる「神典」には、神道の基本的な観念をうかがうことのできる記述があり、常世、黄泉などの他界観や、荒魂・和魂、祖霊などの霊魂観、むすひ、惟神（かんながら）、浄明正直などの倫理観、禊祓により罪穢れを払う清浄観などが、神道の基本的な観念と考えられる。
中世には、このような神道古典に見られる基本観念を体系的に追求し、神道の教学化を図る動きが見られた。その最初期の動きは、両部神道や山王神道など、仏教の僧侶たちが仏教の教理に基づいた神道解釈を試みた仏家神道であった。それらの仏家神道説に影響を受けつつ、それに対抗する形で、神宮神官らにより社家の立場からの神道説である伊勢神道が形成された。伊勢神道の教説は、それまでの神道祭祀における観念を、外来宗教の語彙も活用しつつ論理化したものと捉えられ、これまで神道祭祀において重んじられてきた祓や禊などの身体的清浄を心の問題として解釈し、「正直」「清浄」を神道の徳目とした。中世後期には、それまでの中世神道の展開を集大成し、仏教から独立した教義・経典・儀礼を持つ神道説である吉田神道が形成された。吉田神道の教説は、この世の中の現象の全てに神が内在するという汎神論であった。
近世に入ると、儒教の隆盛に伴い、理当心地神道、吉川神道などの儒家神道が盛んになり、神仏習合が強く批判され、儒教の徳目と神道の一致が説かれた。儒家神道を集大成したのが垂加神道で、垂加神道説では神と人が「天人唯一之道」という合一状態にあるとし、神道とは人が神に従って生きることであり、人は神に一心不乱の祈祷を行うことで冥加を得なければならないが、それには人が「正直」でなければならず、その「正直」の実現には「敬（つつしみ）」が第一だとする教説が説かれた。近世中期には国学が出現し、本居宣長は神道を儒教や仏教の教理によせて解釈することを強く批判した。近世後期には、平田篤胤がキリスト教の最後の審判の観念の影響を受けた幽明審判思想を唱えたり、その門人らが天之御中主神を創造神とする単一神教的な観念を展開するなど、近代に連なる教理の展開を遂げた。また、幕末には後期水戸学による神道説も唱えられ、国学と儒教を結びつけることで国体論を説き、尊皇論を唱え、幕末の志士たちの思想に影響を与えた。
近代には神道事務局祭神論争という熾烈な教理闘争もあったが、結局は、政府も神道に共通する教義体系の創造の不可能性と、近代国家が復古神道的な教説によって直接に民衆を統制することの不可能性を認識したため、大日本帝国憲法によって信教の自由が認められた。もっとも、それには欧米列強に対して日本が近代国家であることを明らかにしなければならないという事情もあった。このような経緯から、近代には神社非宗教論が説かれ、神社神道の神職らが宗教的な教義を説くことは政府により禁じられたが、他方で在野の神道家らによる神道教理が説かれるようになり、国家から公認を受けた教派神道13派が独自の神道の教えを説いて活動し、勢力を広げた。

## 神道における「神」

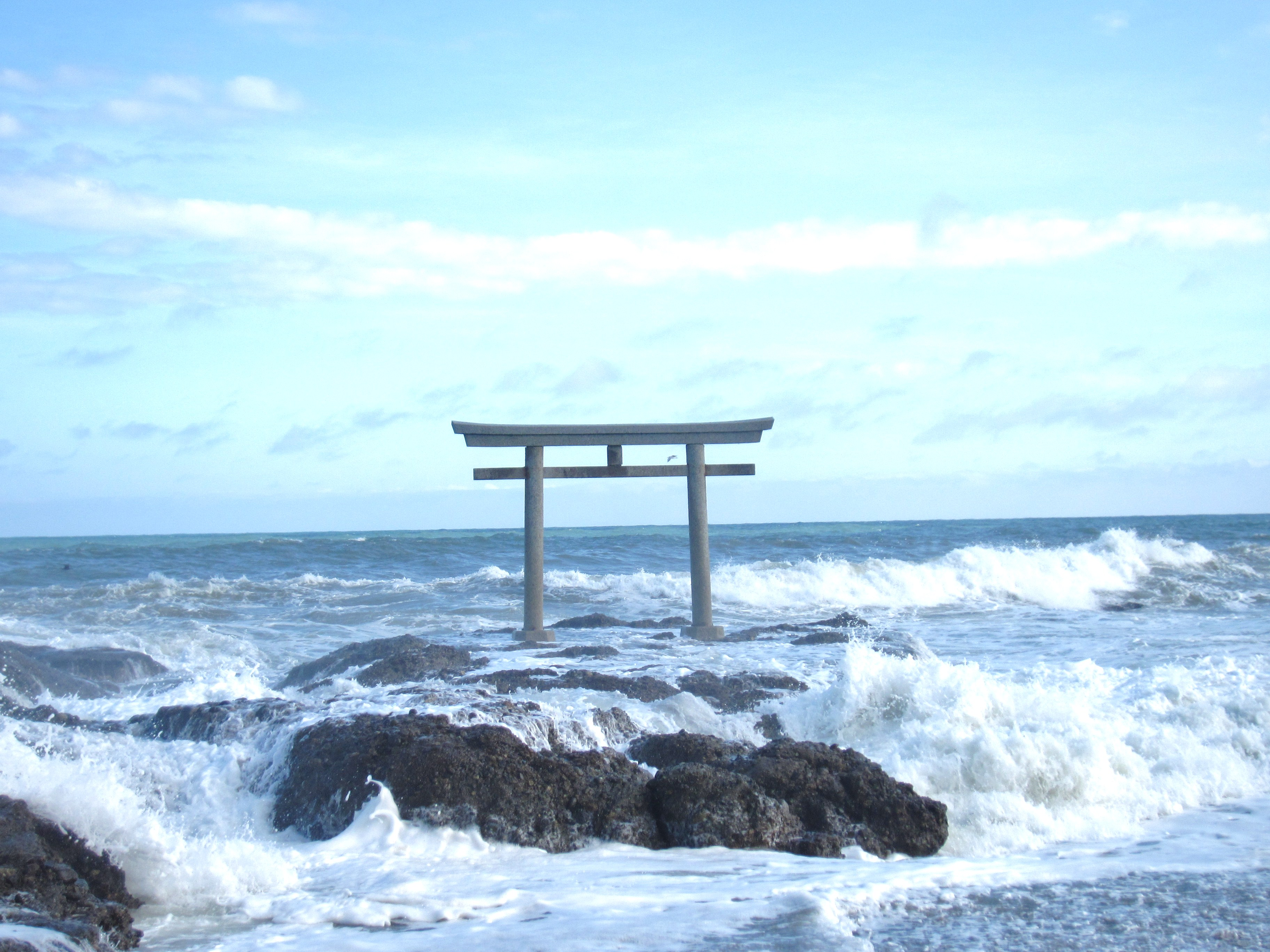
大洗磯前神社の神磯の鳥居

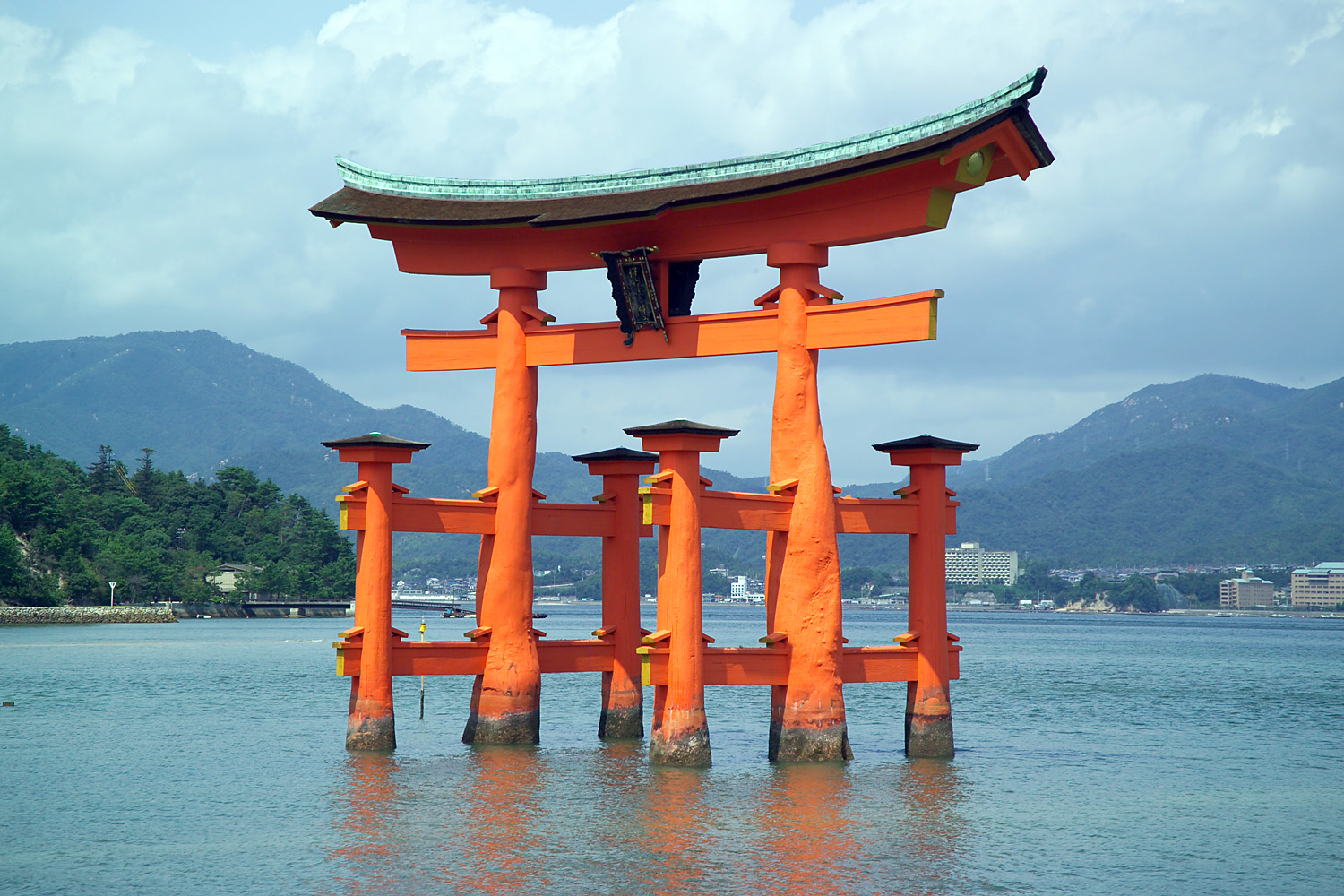
厳島神社

神道では、気象、地理地形などの自然現象に始まり、あらゆる事象に「神」の存在を認める。いわゆる「八百万の神々」である。アイヌの信仰にも共通点があり、アイヌ語の「カムイ」と「神（かみ）」という語の関係も深いと考えられている。元来、神の姿は、浮遊する霊力で、物に寄り付いたり去っていったりする「魂」と想起されており、非人格的なものであるとされた（そのような性質から、神の分霊を無限に行うことができる）が、仏教の影響で神像などが製作されるようになり、次第に神は可視的なものと考えられるようになった。神は、自然を感じ取り、そのもののままでは厳しい自然の中で、人間として文化的な生活を営むのにふさわしい環境と状態を、自然との調和に配慮しながらバランスを取り調節していき、人民生活を見回って、生活するための知恵や知識のヒントを与えたり、少し手伝ってあげたり、体や物を借りたときや何かやってもらったときなどには少しお礼をしたり、それが、日本の「神（かみ）」が行っていた仕事のひとつであり、日本人にとって「神」は、とても身近な存在であった。
また、神道における神は、理念的・抽象的存在ではなく、具体的な現象において観念されるため、自然現象が恵みとともに災害をもたらすのと同様に、神も荒魂・和魂の両面を持ち、人間にとって善悪双方をもたらすものと考えられている。神は、地域社会を守り、現世の人間に恩恵を与える穏やかな「守護神」であるが、天変地異を引き起こし、病や死を招き寄せる「祟る」性格も持っている。このように神は自然神から人格神へ、精霊的な神から理性的神へ、恐ろしい神から貴い神へ、進化発展があったととらえることができる。
神道の神の種類は、大別すると自然神と文化神の二つに分類ができる。前者には、太陽神や月神、風神、雷神、山神、海神などの天体や地形、気象を神格した神のほか、蛇などの動物神も含まれる。また、文化神は、屋敷神、氏神、産土神などの社会集団を守る神や、疫病神、田の神、漁労神、軍神、竈神など、人間生活における特定の場面や職能を守護する神に分けられるほか、生前業績があった人物を、没後神社を建てて神として祀る風習なども認められる（人神）。神道には、人間も死後神になるという考え方があり、神話に描かれる一族の先祖（祖霊崇拝）や社会的に突出した人物、地域社会に貢献した人物、国民や国のために働いた人物、国家に反逆し戦乱を起こした人物、不遇な晩年を過ごし死後怨霊として祟りをなした人物（御霊信仰）なども「神」として神社に祭られ、多くの人々の崇敬を集めることがある。
1881年の神道事務局祭神論争では、明治天皇の裁決によって伊勢派が勝利し、天照大神が最高の神格を得たが、敗北した出雲派的なものがいまだに強く残っていたり、氏神信仰などの地域性の強いものも多い。
なお、戦前は学校の教科書などに、「神」についての認識の仕方の説明が載っていた。尋常小学校の歴史や修身の教科書などには、少年少女向けの歴史物語として、神話の説明が記載されている。神話の世界はとても人間的な世界で、そこには「神」と「人」を隔てる断絶は存在しない。神もまた、人間のように仕事をし、生活をしている。昭和8年の『少年國史物語』では、「神代の物語」の項目に、「どこの國でも大昔の事ははつきりとは分らないものだが」と前置きをして、神代の事から始まる日本の歴史について「神代といふのは、我が國の大昔に相當の身分であつた方たちを後の世の人が尊敬して、すべて神として崇めてゐるところから、その方たちの時代を指してさう呼んでゐるのである」と説明されている。

### 神道における神人
神人はおおむね神社に使える神職者という意味で、13世紀ごろには役割によって衣（制服）の色が決まっていた。

## 神道の研究
平安時代以前より出雲において日本神話との関わりが議論されていたとされ、『出雲風土記』には他所風土記とは違い、そういった性格を色濃くみることができる。
鎌倉時代には伊勢神宮の神官による学問的研究がはじまり、徐々に現在の神祇信仰の形を取るに至った。そして、そうした伊勢派の努力はやっと江戸末期のお伊勢参りの確立によって知識人よりも祖霊性の強い庶民の一部からも支持を得ることに成功した。一方で、本居宣長が江戸期に『古事記』の詳細な注釈を行い（古事記伝）、国学の主流を形成していった。これら神道や国学の目覚めが欧米列強に植民地化されつつあったアジアの中で、日本の自覚を促し、明治維新を成功に導く思想的流れの一角を成した。神道が形成される過程において、古代は仏教から強く影響を受け、近世では儒教の日本への流入が大きい。伊勢派の果たしたことはそれに対抗する神道側の努力だったと考えるべきだろう。
神道史の本格的な研究は宮地直一によって体系化された。彼は神代史（神話）と歴史を区別した講義を國學院大學の前身である皇典講究所開催の神職講習会で行い、『神祇史』（皇典講究所國學院大學出版部）として1910年（明治43年）に出版している。
神道の成立期については諸説出されている。おもな説として次の四説があげられている。その第一説は、7世紀後半・8世紀、律令祭祀制。天武・持統天皇朝説。この説は大方の了承を得られる妥当な学説と考える。第二説は、8・9世紀、平安時代初期説。提唱者は高取正男。第三説は、11・12世紀、院政期成立説。提唱者は井上寛司。第四説は、15世紀、吉田神道成立期説。提唱者は黒田俊雄。

## 現代の神道

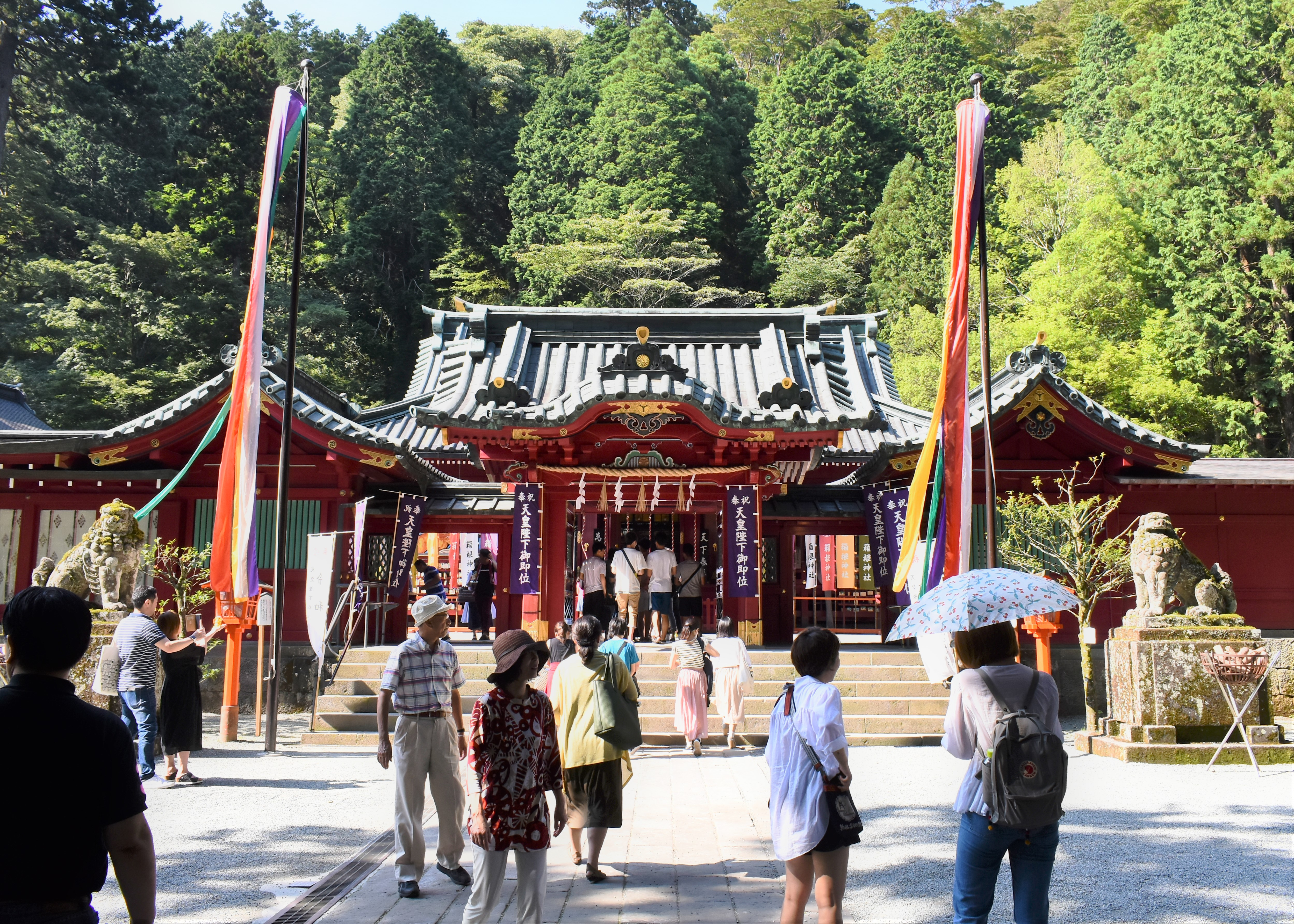
神社の例（箱根神社）

神道に属する神々を祭神とする社を神社（じんじゃ）といい、全国の神社の大部分は神社本庁が統括している。なお、神社本庁は「庁」と称しているが、行政機関ではなく宗教法人のひとつであり、神道系包括団体である。

## 皇室と神道

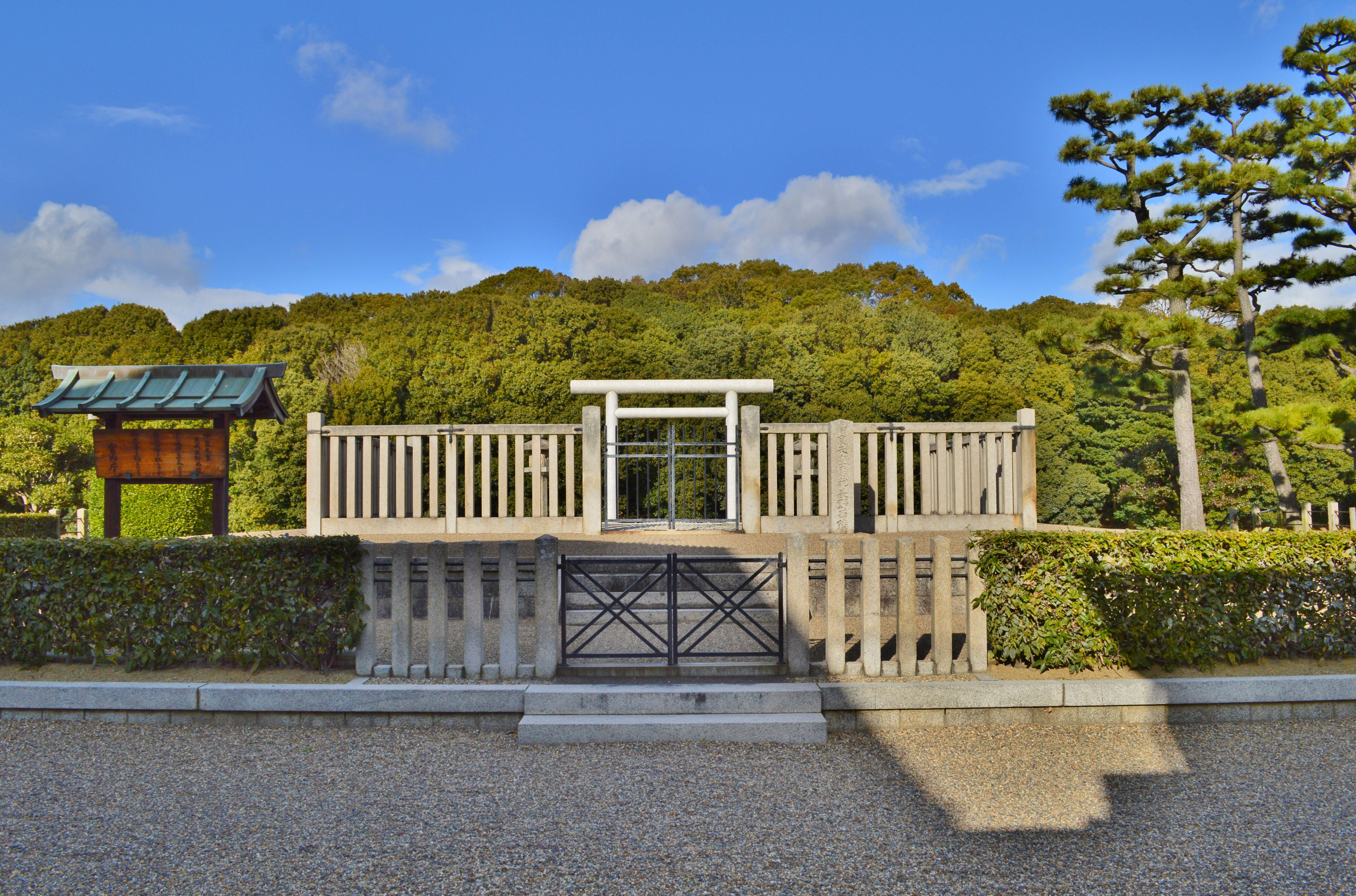
天皇陵（仲哀天皇・恵我長野西陵）

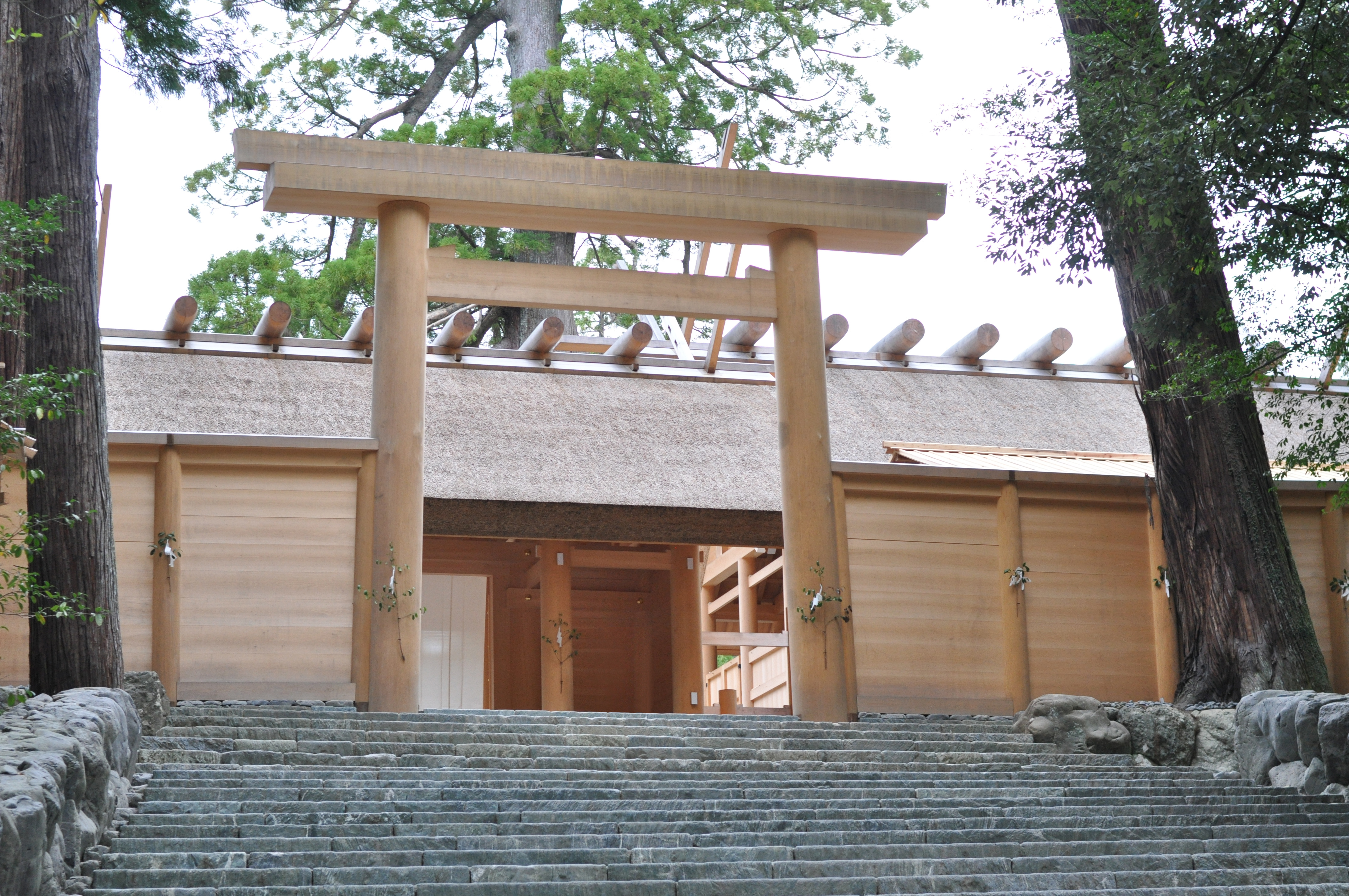
皇室の祖先神を祀る伊勢神宮内宮

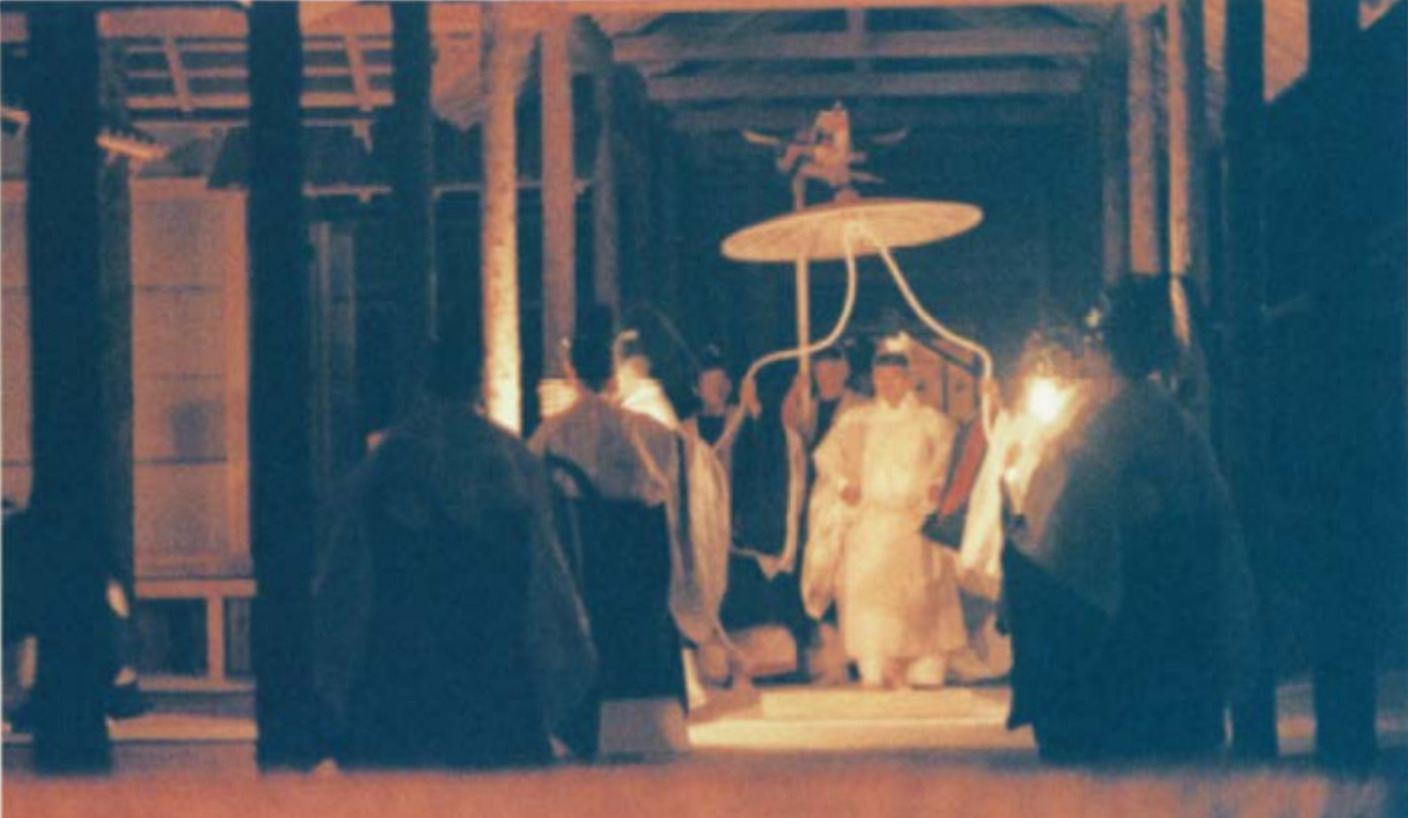
1990年（平成2年）、第125代天皇（現・上皇）の大嘗祭
大嘗祭は新天皇の即位後、五穀豊穣と国民安寧を祈る神道祭祀である。

宮中祭祀に見られるように、皇室と神道は歴史的に密接な関わりを持ってきた。記紀神話には、神武天皇が大和橿原の地で即位したのちに鳥見山の祭壇で祭祀を行ったとの記述があり、古代においては祭政一致の観念のもと、神祭りを行うことと国を治めることが一体であり、そのいずれもが天皇の役割であると考えられていたとされる。そして、記紀には崇神天皇の時代に天神地祇を祀る制度が整備されたとされ、律令制の整備が進む飛鳥時代には、神祇官より全国の神社へ幣帛が頒布される班幣制度が整備された。平安時代以降は、天皇が名神大社に対して勅使を派遣して奉幣と宣命の奏上を行わせる名神大社奉幣が盛んになり、次第に二十二社への奉幣と展開した。平安時代の中期以降は、律令制度の弛緩に伴う神祇官の衰退により、天皇の親祭が高まり、年始の元旦四方拝や天皇が内裏で毎朝、「石灰壇」と呼ばれる台で伊勢神宮を遥拝する毎朝の御拝や、即位に際して特定神社へ神宝を送る一代一度の大神宝使の制度が始められたほか、神社の行宮まで天皇が赴く行幸も始められた。
中世の戦乱で、皇室儀礼や皇室の神道儀礼などは廃絶していったが、江戸時代に入ると復興されてゆき、伊勢神宮の神嘗祭に際しての例幣使派遣(伊勢例幣使）は1647年（正保4年）に、二十二社のうちの上七社及び宇佐八幡宮・香椎宮への奉幣は1744年（延享元年）に復興された。天皇の特定神社への奉幣は、近代を経て現代にも受け継がれており、現在では賀茂神社、石清水八幡宮、春日大社をはじめ16の神社が勅祭社とされ、天皇からの奉幣にあずかっている。
多くの日本国民が仏教と神道の習慣と信仰を両立させているように、皇室も神道の祭祀と仏教の行事をともに行っていた。他方で、『貞観儀式』『儀式』などの規定によって、大嘗祭の期間は中央及び五畿の官吏が仏事を行うことが禁じられ、中祀および内裏の斎戒を伴う小祀には、僧尼の代理への参内を禁じ、内裏の仏事が禁じられたほか、平安時代中期以降には、新嘗祭、月次祭、神嘗祭などの天皇自らが斎戒を行う祭においては、斎戒の期間中、内裏の仏事をやめ、官人も仏法を忌避することとなるなど、神道儀礼と仏教儀礼は、朝廷においては明確に区分されていた。朝廷の復権を志向した光格天皇以降は、朝廷の儀礼における神道の要素が高まった。明治天皇の代で行われた神仏分離や神道国教化に伴い、仏教と皇室の直接的な関係は薄れたが、皇室菩提寺であった泉涌寺と宮内省の特別な関係は日本国憲法施行時まで続いた。

## アニミズムと神道
八百万の神々を信仰対象とする神道は、すべてのものが精神的な性質(人格があるか、擬人化された魂、霊等)を持つと信じるアニミズムの特徴を保持してきたと考えられている。動植物やその他の事物に人格的な霊魂、霊神が宿るとするアニミズムは、非人格的な超常現象、超自然的な呪力を崇拝するマナイズム（呪力崇拝）とは区別される。アニミズムはすべてのものに魂があると主張するのに対し、物活論はすべてのものが生きていると主張する。:149
たたりを恐れ崇拝の対象とする死霊崇拝は未開宗教におけるアニミズムの一形態とされている。未開社会で行われるシャーマンによる呪術の代わりに、神社では怨霊を鎮めるために神として祀った。死を霊魂の永久離脱として他界に赴くが、死霊や動物霊は定められたときにこの世を訪れ、人に憑いて健康を損なわせるとされる。狐憑き、ヤコツキ、オサキツキは動物霊憑依の例である。
未開社会において特定の氏族、部族が自然現象・自然物や動植物と超自然的関係で結ばれることをトーテムと呼ぶ。南方熊楠は、大物主を蛇トーテムとした。
神道はアニミズム的宗教であり、その特徴の一つに祭政一致がある。祭政一致は英語ではSaisei itchiとしてそのまま神道の用語として用いられており、柳川啓一は祭政一致を職業聖職者が直接統治を行う神権政治とは異なるものとして定義した。原始・未開社会の宗教の超自然観はアニミズム的であり、霊的存在に対して呪術的にかかわる。特定の開祖がなく、儀礼が公的に行われる。法・政治・経済・道徳・慣習などと密接にかかわり、祭政一致し、祭と経済的活動が同一の場で行われ、タブー（禁忌）が法的または道徳的観念・行動と重なる。祭政一致は主として古代天皇制の文脈において言及されてきた。古代天皇制国家の形成において大嘗祭の祭式と密接に結びついて成立した王権神話に象徴されるように、政治主権者は原始・未開社会に遡り宗教祭祀者の機能とは未分化であり、天皇家が諸部族の首長の祭祀権、祖神とその神話を血縁的系譜関係の神話的設定を通して奪い取り政治的統合を実現した。原始・古代社会では風雨雷地震などの自然現象、狩猟・農耕の収穫にいたるまですべて神意と考えられていたが、この思想は古代天皇制国家統一の支柱となり、律令制において神祇官を設置、中世の神道思想から江戸時代の国学へと受け継がれ、明治維新以後は神道国家観によって天皇の「まつりごと」を強調する傾向が生じ、昭和に入ると天皇を現人神とするようになった。
明治維新後の新政府は「太政官布達」で祭政一致し神祇官を再興すると布告した。日本でも巫の告げる神託が政治的な権威をもったヤマト王権の統治体制に遡ることができる。

## シャーマニズムと神道
宗教人類学者の佐々木宏幹は、シャーマニズムには次のような3つの要素があるとした。
- トランスという特別の精神状態において脱魂（ecstasy）または憑依（憑霊）（possession）が行われる
- 神仏・精霊などの超自然的存在と直接接触・交流・交信
- 社会的に一定の役割を持つ信仰と行動の体系

神代紀の天鈿女命、崇神紀の倭迹迹日百襲姫命、仲哀紀の神功皇后などは突然神がかり（憑依）、狂躁乱舞しており、シャーマンの例として挙げられてきた。
山上伊豆母は、4世紀の三輪王朝、5世紀の河内王朝、そして崇仏派の蘇我氏による大化の改新によって律令制国家となる以前の大和朝廷は、三輪氏や多氏といった巫を司る一族と政を司る大王の共同統治が行われてきたと主張している。
シャーマニズムは大きく脱魂と憑依（憑霊）の2つにわけることができるが、東アジア（日本、韓国、台湾、中国大陸）、東南アジアのシャーマンに脱魂（ecstasy）型がないとは言えないが、圧倒的に憑依（possession）型が多い。
小口偉一は、日本の宗教信仰の基底にシャーマニズム的傾向があるとし、神道系新宗教の集団の形成や基盤も同様であるとした。神道系新宗教の教祖らの中には召命型シャーマンの系統に属するものがいると考えられている。

## 信仰

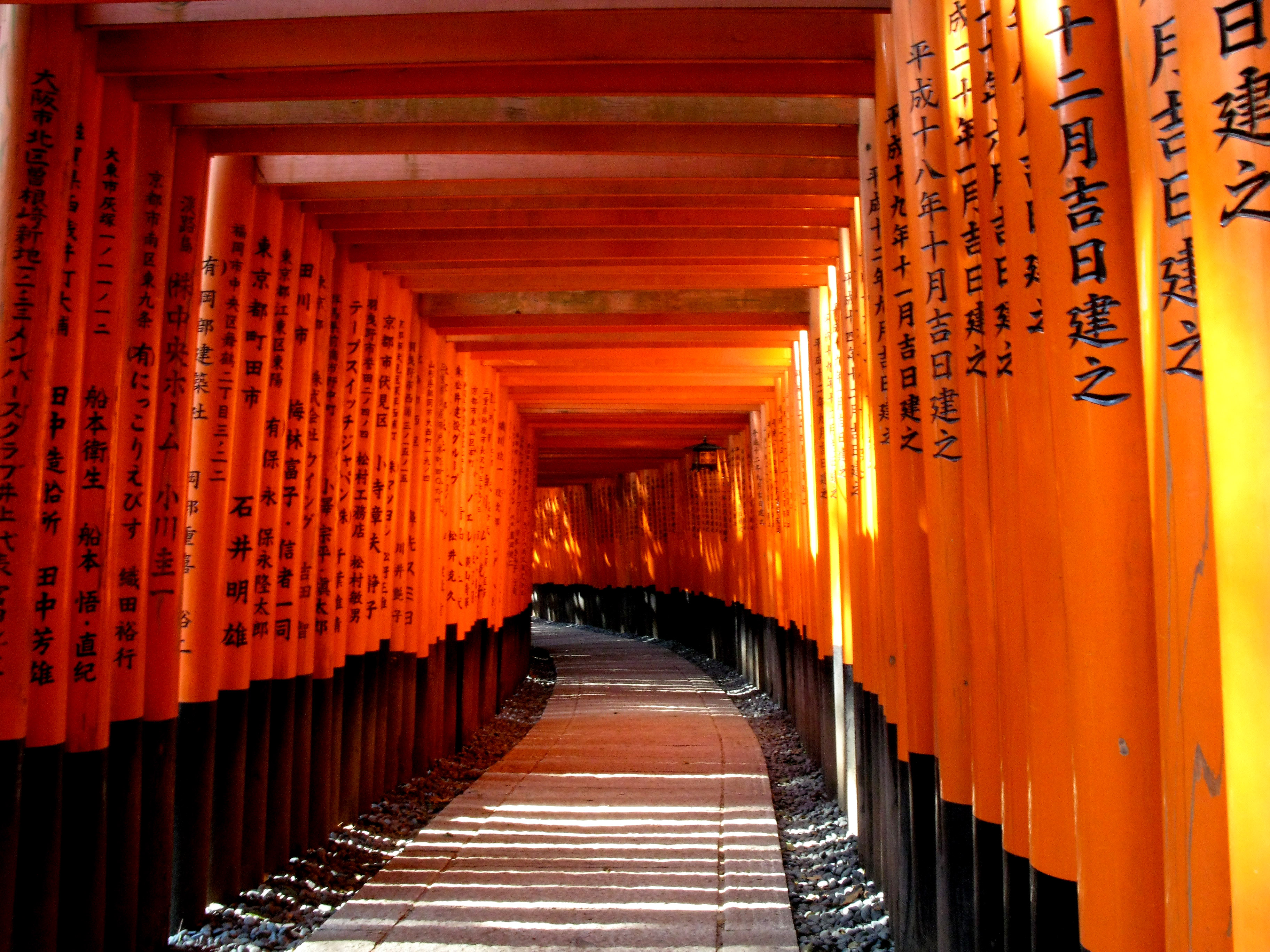
伏見稲荷大社の千本鳥居

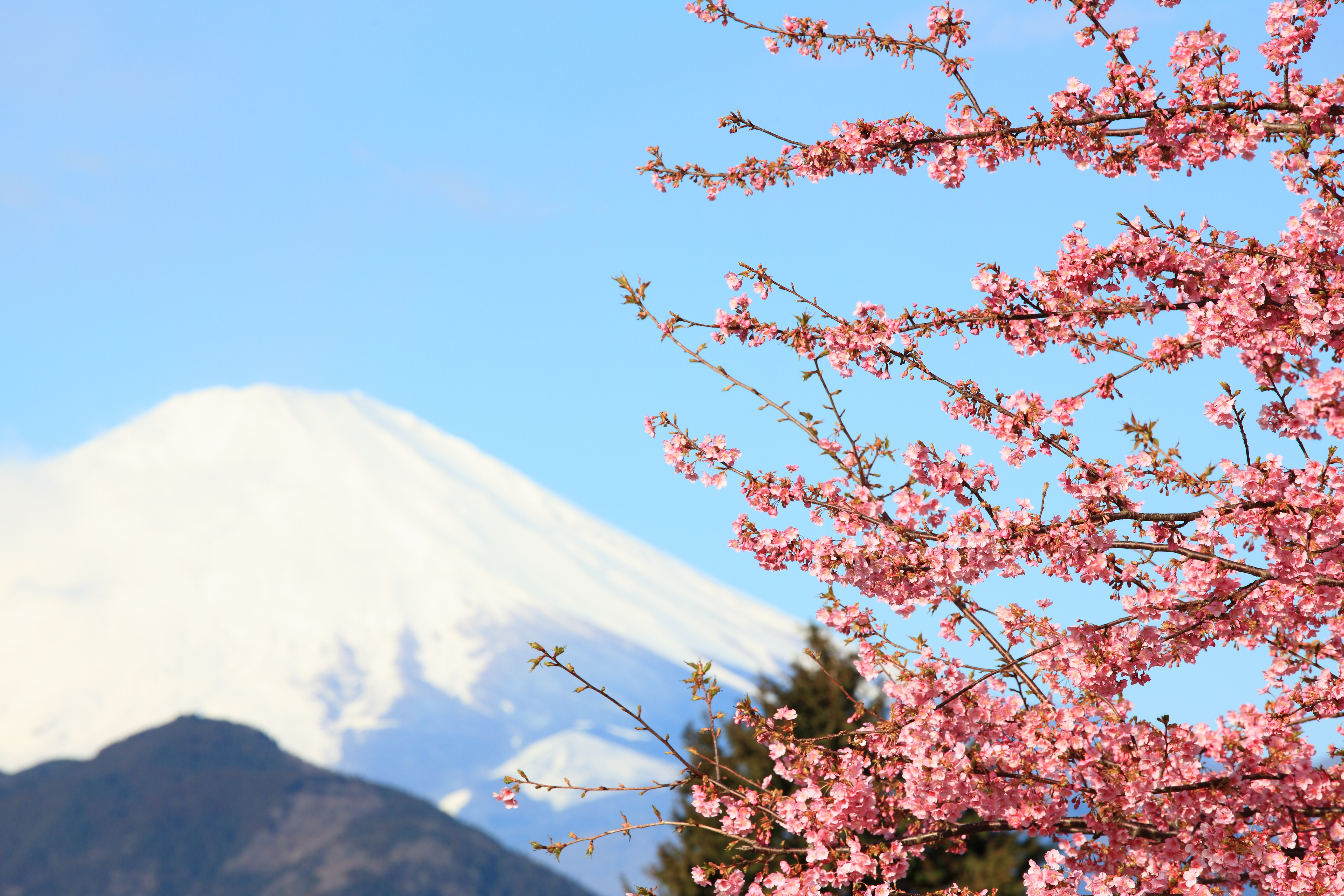
霊峰富士山

神社信仰の性格は、大きく分類すると氏神型信仰と勧請型信仰（崇敬祈願型信仰）の2つに分けられる。古代における信仰は、前者の、地域ごとに氏神・産土神を祀る閉鎖的な共同体祭祀が中心であったが、中世に入ると、霊威のある神々が地域を越えて各地に勧請され、個人の祈願が行われる勧請型の信仰が増加した。中世期の律令制の崩壊と荘園制の成立に伴い、特定神社を国家が支える古代的な律令祭祀制度が崩壊し、荘園領主たちが有力神社を本所として荘園を寄進するようになった結果、その寄進された社領にその分霊社が勧請されるようになったことや、各神社が御師をして地方まで信仰を広げる活動をはじめたことなどが、中世期に入って神社信仰が拡散する要因となった。また、中世期の惣村では、村民たちは日常の農耕生活の中で神社に寄り合い、村民の中から一年交代で年番神主が選ばれていたり、オトナ・年寄と呼ばれる古老が取り仕切り若者衆が神事の奉仕に当たる神事運営のための祭りの編成組織である宮座が結成されるなどしたほか、村の取り決めに際しては起請文を記して神に誓約し、一揆の時には一味神水が行われるなど、神社は、民衆の精神的拠り所となっていった。
近世期に入ると、治安や交通の改善によって人々の神社参詣がさらに活性化し、一層庶民の間での神社信仰が広がった。各村では講が結成され、毎年わずかなお金を積み立て、その共同出資をもとに籤で選ばれた代表者が神社に参詣し、講員全員分のお札などを受け取って帰る代参講が流行し、各講は御師や先達と師檀関係を結び、御師は講員の祈祷や参詣における宿泊の便を図った。このようなことから、数百万人が短期間で伊勢神宮に参拝したと記録されるお蔭参りをはじめ、近世期には多数の人々が神社に参詣した。他方で、近世期の神社参詣は、近世社会における輸送組織の発達や道中での宿屋・遊楽施設の充実などにより、道中において様々な名所を見物したり、遊興を行うといった、観光・娯楽的な要素も多く持つものであった。このような観光と寺社参詣の結びつきは、近代を経て現代でも受け継がれており、観光における神社の存在感は大きなものとなっている。この他、現在における神社への信仰は、初詣、お宮参り、七五三、結婚式など、個人や家族の年中行事や人生儀礼において現れている。
以下では、特に全国的に広がった神社信仰について概覧する。
- 八幡信仰（八幡神社）
古くは八幡神と呼ばれる皇祖神の須佐之男命・五十猛神を、現在は応神天皇、神功皇后として幅広く信仰されている。宇佐国造の祀った宇佐八幡宮がその起源で、早くに神仏習合が進み、朝廷だけでなく源氏など武家の氏神としても全国に広まった[106]。
- 伊勢信仰（神明神社）
古代に皇祖神の天照大御神を伊勢神宮に祀り、大日如来と習合しつつも早くに神仏分離をした。朝廷からの崇拝を受けたが、歴史的に天皇自ら参拝した例はごくわずかである[要出典]。現在は神明神社が各地に鎮座する[要出典]。
- 天神信仰（天神神社）
延喜式に複数社見えるよう、本来天神は天津神を指す言葉であったが、菅原道真が死後怨霊として恐れられたあとに神仏習合し、天満大自在天神として神格化された御霊信仰。太宰府天満宮や北野天満宮を中心として広まり、おもに雷神・学問の神として信仰される。
- 稲荷信仰（稲荷神社）伏見稲荷大社の千本鳥居
穀物神の宇迦之御魂神を祀る伏見稲荷大社を起源とし、江戸時代には神大市比売や大年神などとともに、商売繁盛、諸産業の神として厚く信仰された。秦氏の神ともされるが、もとは海神族の神であったと考えられる[107]。
- 熊野信仰（熊野神社）
多くの名で語られるが総じて皇祖神の須佐之男命を祀る。出雲国造の祀った熊野大社や、熊野国造の祀った熊野那智大社、熊野速玉大社を起源とし、物部氏族系が多く祀る。仏教や修験道などとも深く結びついた[108]。
- 諏訪信仰（諏訪神社）
出雲神の子で、海神族の諏訪氏の祖・建御名方神とその妻・八坂刀売神を祀る[109]。洲羽国造、科野国造の祀った諏訪大社を起源とし、古代は狩猟、農耕、風、水の神であるミシャクジ神を祀り、鎌倉時代には武神として武家にも広く信仰された。
- 祇園信仰（八坂神社、津島神社）
元はインド由来の祇園牛頭天王と須佐之男命が習合した信仰。京都府の八坂神社や津島神社、須賀神社を中心に、牛頭天王の八柱の御子・八王子権現とともに蘇民将来説話から疫病除災の神として信仰された。
- 白山信仰（白山神社）
白山比咩神社を起源とし、白山比咩神と呼ばれる菊理媛神を祀る。水の神として信仰されるほか、伊弉諾尊と伊弉冉尊の仲を取り持った神話から、縁結びの神としても信仰される。
- 山王信仰（日吉神社）
比叡山の山の神として古くから大山咋神（少名毘古那神と同一か[110]）を祀る。日吉大社を起源として早くに神仏習合し、山王権現として各地の日吉神社や日枝神社に祀られる。疫病除災の神として信仰される。
- 山神信仰（大山祇神社、山神社）
山の神である大山津見神を祀り、鉱山などでは合わせて金山毘古神とともに信仰される。山への信仰や農耕神としても信仰を集める。
- 御嶽信仰（金峯山寺、武蔵御嶽神社）（木曽御嶽神社・黒沢御嶽神社・王滝御嶽神社）
金峯山由来の御嶽（みたけ）神社と木曽御嶽山信仰（御嶽講）由来の御嶽（おんたけ）神社があり、前者の御嶽神社には蔵王権現が祀られ、後者は御嶽大神と呼ばれる国常立尊、大己貴命、少彦名命を祭神とする。。
- 石鎚信仰（石鎚神社）
伊邪那岐命と伊邪那美命の第二子である家宅六神石鎚毘古命を祀る。主に中国四国地方で厚く信仰され、山の神として頂上に祀られていることが多い。
- 浅間信仰（浅間神社）霊峰富士山
大山津見神の娘・木花之佐久夜毘売を祀るが、元は保食神であったか[111]。富士山本宮浅間大社を起源とし、和邇氏族系によって祀られている。富士山との関連で火山の神、火中出産神話から安産の神として信仰される。
- 春日信仰（春日神社）
中臣氏の祖・天児屋命、天美津玉照比売命（宇迦之御魂神と同神か[108]）、建御雷神の三柱の他、国譲り神話から経津主神も合わせて祀る。春日大社を起源とし、中臣氏族系によって祀られる。
- 鹿島信仰（鹿島神社）
中臣氏の祖・建御雷神を祀る。本宗の鹿島神宮は春日大社の直接的な起源ともされており、地震を起こす鯰を封じる神とされたほか、建御名方神に勝利したことから武道の神としても幅広く信仰されている。
- 金毘羅信仰（金刀比羅宮・金刀比羅神社）
元はインド由来の鰐の水神クンビーラと土着の神である大物主神が習合した金毘羅大権現を祀る信仰。御霊信仰の影響で崇徳天皇も合祀された。水の神としての信仰のほか海上交通の守り神として信仰されており、漁師、船員など海事関係者の崇敬を集める。

## 参拝の方法

### 簡易な参拝

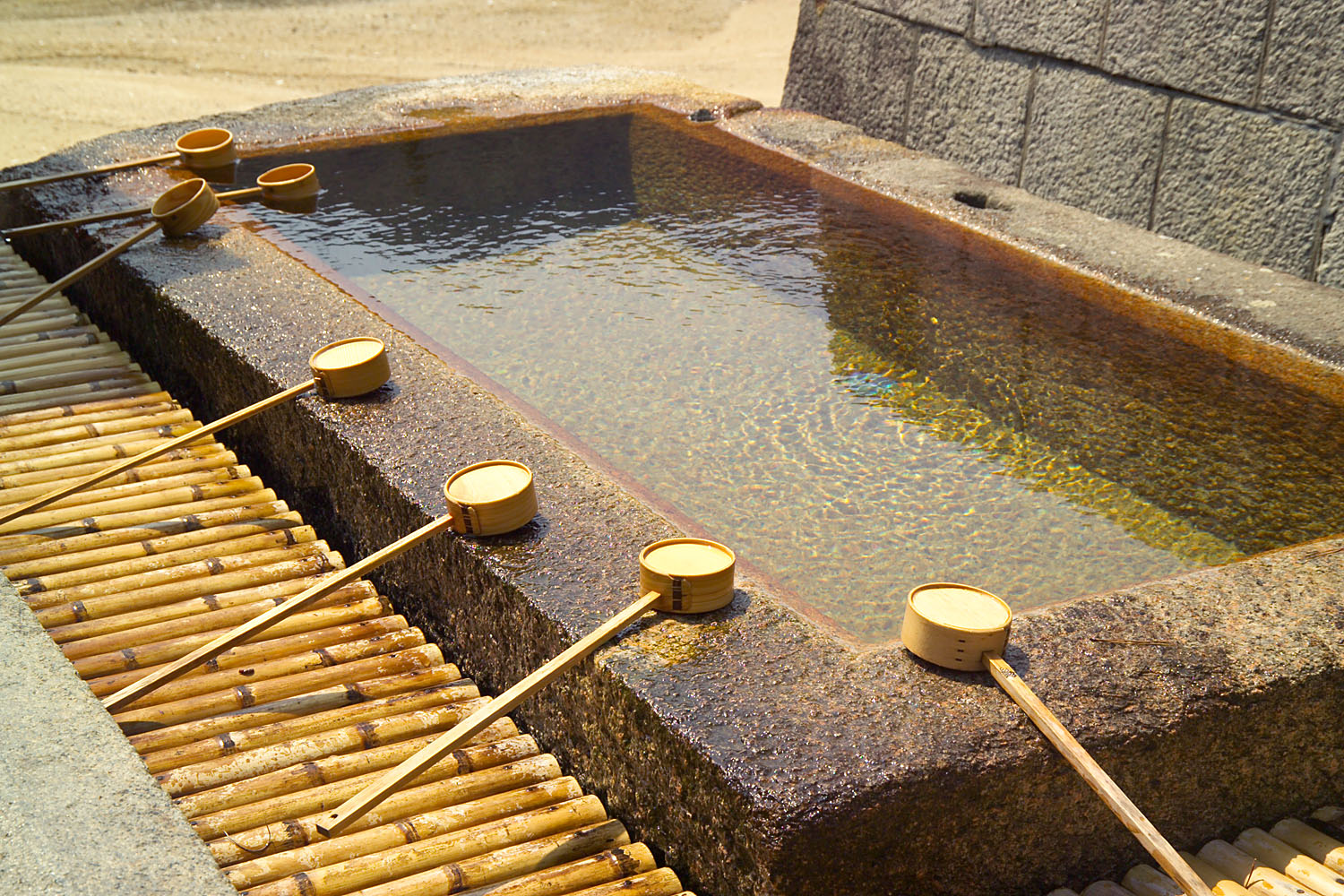
厳島神社（広島県廿日市市）

以下は一般的な参拝の流れである。神社によっては作法が異なることがある。多くの場合、その旨の表示がある。
参拝を行う日は毎月1日と15日がよいとされる。参拝する前に、本来は神の前に向かう前に心身を清める禊が必要である。これは神が「穢れ」を嫌うとされることによるが、現代であれば、一般参拝では入浴・シャワーなどで身体を清潔にしてから参拝する心がけが望ましい。神社に到着し、鳥居や神門をくぐる際は「小揖（身体を15度折り曲げるお辞儀。会釈に相当）」するのが望ましい。このときには脱帽し、服装もきちんと整えるようにする。
次に手水舎にて手水を使い、手口を洗う。これは拍手と神拝詞奏上を行う手口（さらには心）を清める意味合いを持つ、ひとつの禊である。手水の作法としては、
1. まず、手水舎の前で小揖する。
2. 柄杓を右手で持って水をすくい、その水を左手にかけて清める。
3. 柄杓を左手に持ち替え、右手を洗い清める。
4. 柄杓を再度右手に持ち替え、すくった水を左手に受けて溜め、この水で口をすすぐ。口をすすぐ際には口が直に柄杓に触れないようにする。
5. これらが終わったあと、使った柄杓を洗い清めるが、このときは水を入れた柄杓を立て、柄に水を流すようにして洗う。柄杓を洗うのには次の人のための配慮という意味合いもある。
6. 洗い終わった柄杓は元の位置に伏せて置き、最後に口と手を拭紙やハンカチなどでぬぐう。
7. 最後にもう一度小揖する。
8. これらの作法は一連の動作で行うのが好ましい。

なお、巫女の補助がつく場合には、作法は巫女の指示にしたがうようにする。手水を使い終わったら拝礼を行うために参道を通り社殿へと向かう。神前ではまず神への供物として（供物を捧げるほかにお祓いの意味もあるといわれる）賽銭箱に賽銭を奉納する。次に賽銭箱の近くにある鈴鐘を鳴らすが、これには邪気を払う、清らかな音色で神を呼び寄せて参拝に訪れたことを神に告げる、参拝者を敬虔な気持ちにするとともに神霊の発動を願うなどの意味合いがあるとされる。
鈴鐘を鳴らした後に拝礼を行う。拝礼の基本的な作法は、現在は「再拝二拍手一拝」（あるいは「二拝二拍手一拝」「二礼二拍手一礼」）がおもに利用されている。すなわち、
1. 拝（身体を90度折り曲げるお辞儀）を二度行う。
2. 拍手を二度打つ。より具体的には、両手を胸の高さで揃えて合わせ、右手を下方向に少し（指の第一関節ほど）ずらし、その状態で両手を二度打ち合わせて音を出し、ずらした右手を再び揃えて祈念を込め最後に両手を下ろす[116]。
3. 一拝する。
4. 神拝詞を奏上する場合は、再拝→神拝詞奏上→再拝二拍手一拝の順で行う。

というもの。再拝二拍手一拝の前後に深揖（身体を45度折り曲げるお辞儀。最敬礼に相当）を行うとより丁寧である。祈願を行う場合は二拍手と一拝の間に氏名および居住地と願い事を（声に出して、あるいは心の中で）陳べるのが一般的となっている。また、神恩感謝を述べたい場合も同様である。参拝時は、目を閉じることなく目を開けたままが望ましい。正式参拝や祈祷などで玉串を捧げる場合は、上記の深揖と再拝の間で、玉串に祈念を込めて根本を神前に向けるようにお供えする。
一部の神社では作法が異なっており、たとえば、出雲大社や宇佐神宮、彌彦神社では「四拍手」である。伊勢神宮や熱田神宮での神事では「八度拝、八開手」となっている。

### 注意事項
- 身内に不幸があった人は50日間（仏式の49日）を経過するまで神社参拝は控える必要がある[112][119]。死穢の観念からである[120]。
- 神前に捧げる御饌は、火を通したもの（熟饌）を供える場合、神聖な炎として厳粛に起こされた火を用いるのが望ましい[121]。
- 一部で女性は音を立てて拍手してはいけないという珍説を信じる者がいるが、間違いである。そもそも拍手は音を立てるものであり、音をかすかにたてる拍手は「忍び手」と言って、性別関係なく葬儀で用いるものである[122]。

## 神道諸派
- 伯家神道（白川神道・白川伯王家）
- 伊勢神道
- 吉田神道
- 両部神道
- 山王一実神道
- 法華神道
- 三輪流神道 - 僧の慶円が説いた奈良の三輪山を中心に、三輪の神と伊勢の神を一体とし、大日如来を含めた神道。大神神社にて両部神道や神仏混交の影響などを受け、室町時代に発生し、伊勢神道や真言宗や陰陽道なども混ざり合った信仰。明治時代に廃絶に至るも、一部に細々と存続している[123]。現在の「大神教」であり、能「三輪」に影響を与えている[要出典]。
- 土御門神道（天社土御門神道）
- 吉川神道
- 垂加神道
- 出雲神道
- 物部神道
- 忌部神道
- 橘家神道 - 橘諸兄の子孫である玉木正英が江戸時代に家伝宗教から興した神道。口伝や秘伝が多く「鳴弦」「蟇目」「守符」「軍陣」などの秘儀を行ったとされる。その一方、吉田神道、陰陽道の影響も受けていると言われる。橘家神道はほぼ消滅したとされるが、その修法や思想などが民間信仰に残っていると言われる[124]。
- 雲伝神道 - 慈雲が説いた神道。慈雲は真言宗僧だが、仏教色を感じさせず、古事記日本書紀を中心にした復古神道的思想で、日本を世界の要とし「真心」を重要視した神道を興した。また儒教的な面もあったが、明治以降に断絶した[124]。
- 烏伝神道 - 賀茂規清が江戸時代に興した神道説。万物や現象などは神霊や霊魂が影響するという思想。また人の誕生は「幸魂」、死は「奇魂」が作用すると説いた。しかしその教義は人を惑わすとして、規清は流罪になり、死去した。烏伝神道は廃絶したが、その一部は禊教に継承された[123]。
- 復古神道（古道）
- 国家神道
- 神社本庁
- 教派神道
  - 神道十三派
    - 神道大教
    - 黒住教（神道黒住派）
    - 神道修成派
    - 出雲大社教
    - 扶桑教
    - 実行教
    - 神道大成教
    - 神習教
    - 御嶽教
    - 神理教
    - 禊教
    - 金光教
    - 大本
    - 天理教 - 天理教は政府から弾圧をさけるために神道十三派に入ったが、現在では神道十三派を抜け、諸派に分類されている。また、記紀神話を用いず、泥海古記（どろうみこき）と呼ばれる独自の創世神話を持っている。

  - 神宮教
- アニミズム
- いざなぎ流
- 太陽神